# Tommy Page
Thomas Alden "Tommy" Page (Glen Ridge (New Jersey), 24 mei 1970 – East Stroudsburg, 3 maart 2017) was een Amerikaanse zanger en tekstschrijver van liederen. Zijn bekendste hit is "I'll Be Your Everything" van 1990. Later kreeg hij een leidinggevende functie binnen de muziekindustrie.

## Jonge jaren
Geboren in Glen Ridge, New Jersey, groeide Page in het nabijgelegen West Caldwell op. Hij haalde in 1985 op 15-jarige leeftijd zijn diploma aan de James Caldwell High School.

## Carrière
Toen hij 16 was werd hij bediende in de garderobe van een populaire nachtclub in New York, Nell's, waar hij de jassen aannam van beroemdheden als Whitney Houston, Rob Lowe en the Beastie Boys. Deze baan gaf hem de gelegenheid om zijn demo band af te spelen voor de DJ van de nachtclub, die deze demo vervolgens gebruikte als onderdeel van zijn mixes. De ongebruikelijke klanken maakten zoveel indruk, dat Page spoedig daarop werd geïntroduceerd aan de oprichter van Sire Records, Seymour Stein, die eerder aan het begin had gestaan van de carrières van Madonna en the Ramones.
Toen Page 18 werd werd hem gevraagd om de titelmelodie van de film Shag te schrijven. Later publiceerde hij dit als zijn eerste single. Het eerste album van Page werd in november 1988 uitgegeven door Sire/Warner Bros. Records. Dit bestond uit hits zoals "A Zillion Kisses," "Turning Me On," "I Think I'm in Love," en "A Shoulder to Cry On".

## Persoonlijk leven en overlijden
Page had drie kinderen bij zijn partner, Charlie. Op 3 maart 2017 overleed hij, vermoedelijk door zelfmoord.

## Studioalbums
- 1988 - Tommy Page
- 1990 - Paintings in My Mind
- 1991 - From the Heart
- 1992 - A Friend to Rely on
- 1994 - Time
- 1996 - Loving You
- 2000 - Ten 'Til Midnight